# Orophea chlorantha
Orophea chlorantha är en kirimojaväxtart som beskrevs av Keßler. Orophea chlorantha ingår i släktet Orophea och familjen kirimojaväxter. Inga underarter finns listade i Catalogue of Life.